# Kaszás István
Kaszás István (Budapest 1949. március 1. – Budapest, 2022. január 13.) magyar sci-fi-író.
Az ELTE Természettudományi Karának fizikus szakán végzett 1973-ban.

## Stílusa
Műveiben a földi és idegen civilizáció közti kapcsolatfelvétel problémájáról ír. Véleménye szerint kapcsolat létrehozása nagyon nehéz, sőt szinte lehetetlen. A két civilizáció ugyanis különböző feltételek mellett fejlődött ki, így érdekeik, gondolkozásuk is eltérő lehet. Több novellájában visszatér az idegenekkel való háború. Stílusára a racionalitás, a teljesen logikus gondolkozásmenet jellemző.

## Művei
- A Galaktika urai - elbeszélések (Budapest, 1976) Kozmosz Fantasztikus Könyvek
- A Felderítő - elbeszélések (Budapest, 1982) Kozmosz Fantasztikus Könyvek - Egy kötetben jelent meg Kasztovszky Béla: Kétszemélyes világ című művével.

| A Felderítő | A Felderítő |
| --- | --- |
| \| - Prológus - I. Találkozásra várva - Lehetetlen - Szökés - Sikeres akció - Próba - Őrjárat - Találkozás - Ugrás \| - Másképp is történhet - Újrakezdés - Véletlen - Abszolút fegyver - A Felderítő - Navigációs tévedés - Jelentés a Delta Virginistől - Kudarc - Kísérlet - Epilógus - Utószó \| | |
| - Prológus - I. Találkozásra várva - Lehetetlen - Szökés - Sikeres akció - Próba - Őrjárat - Találkozás - Ugrás | - Másképp is történhet - Újrakezdés - Véletlen - Abszolút fegyver - A Felderítő - Navigációs tévedés - Jelentés a Delta Virginistől - Kudarc - Kísérlet - Epilógus - Utószó |

- Tréfa a javából (Galaktika 13, 1975, 44-47. oldal; bolgárul: Szófia, 1986)
- Feladat  (Galaktika 27, 1977, 61-62. oldal); Die Aufgabe (fordította: Hans Skirecki, München, 1981, SF International)
- Bármilyen áron (Galaktika 27, 1977, 63. oldal)
- A modell (Galaktika 27, 1977, 64-66. oldal)
- Bizonyíték (Galaktika 27, 1977, 67. oldal)